# Кукк, Калью Иванович
Калью Иванович Кукк (26 ноября 1930, Ленинград — 13 сентября 2021) — российский инженер и учёный, доктор технических наук, лауреат Ленинской премии.

## Биография
Сын репрессированного. После войны жил в Эстонии. В 1948—1950 гг. учился в техникуме в Таллине и работал на междугородной телефонной станции. В 1955 г. окончил Ленинградский институт инженеров железнодорожного транспорта по специальности «Инженер-электрик».
- 1955—1960 — ведущий конструктор КБ Главного управления сигнализации и связи МПС.
- 1960—1981 — ведущий инженер, начальник лаборатории, начальник отдела Московского научно-исследовательского радиотехнического института (МНИРТИ).
- 1982—1984 — заместитель министра промышленности средств связи СССР.
- 1984—1985 — директор МНИРТИ
- 1985—1990 — заместитель министра, с 1989 — первый заместитель министра промышленности средств связи СССР.
- 1990—1991 — первый заместитель министра связи СССР.
- 1994—2009 — вице-президент ОАО «Телеком».
- с 2009 — главный эксперт Московского научно-исследовательского института (МНИТИ).

Кандидат технических наук (1962), доктор технических наук (2000), профессор (2005), лауреат Ленинской премии (1980), лауреат Премии Правительства РФ в области науки и техники (2005), Почетный работник промышленности средств связи (1989), почетный радист (1973). Заслуженный работник связи и информации Российской Федерации (2018).
Автор и соавтор 14 монографий, 9 изобретений.
Награждён 3 орденами и 8 медалями.
Скончался К. И. Кукк 13 сентября 2021 года. Похоронен на Троекуровском кладбище.

## Публикации
- Кукк К. И., Соколинский В. Г. Радиопередающие устройства многоканальных радиорелейных систем связи. -М.: Связь, 1968.
- Связь при организации движения поездов в СССР и за рубежом [Текст] / К. И. Кукк, А. А. Устинский ; Гос. науч.-техн. ком-т Совета Министров СССР. Акад. наук СССР. Всесоюз. ин-т науч. и техн. информации. — Москва : [б. и.], 1960. — 83 с. : ил.; 22 см
- Кукк К. И. Спутниковая связь: прошлое, настоящее, будущее. — М.: Горячая линия — Телеком, 2015.- 256 с. — ISBN 978-5-9912-0512-2
- Кукк К. И. Жизнь в радиополе. Автобиографические заметки. — М.: Горячая линия — Телеком, 2016.- 310 с. — ISBN 978-5-9912-0615-0